# Лански, Эрон
Лански, Эрон (Аарон) (англ. Aaron Lansky) — создатель и президент  Центра книг на идише для сохранения и распространения еврейских книг на идише в американском городе Амхерст. Родился в Массачусетсе в 1955 году, в 1970-х годах изучал историю еврейского народа в Монреале. В 1980 году основал проект по сохранению книг на идише, который поддержали многие жители США и Канады.
Сегодня коллекция Национального центра книги насчитывает более полутора миллионов книг, из которых более 10 тысяч доступны через Интернет.